# АСМК
АСМК — грузинский футбольный клуб из Сухума, базирующийся в Тбилиси.

## История
В 2005 году клуб «Динамо-Сухуми», некоторое время назад основанный абхазскими переселенцами (название получил в честь клуба, выступавшего в различных лигах союзного первенства), решением грузинской федерации футбола был включён в высшую лигу чемпионата Грузии. В сезоне-2005/06  занял 15-е место из 16. Клуб в 30 матчах одержал 5 побед при 3 ничьих и 22 поражениях. Разница мячей 26-70. Первым матчем того сезона был матч с ФК «Цхинвали», базировавшемся в то время в Гори и победившим со счётом 2:0.
После окончания сезона в высшей лиге был переименован в АСМК и стал играть в региональной лиге (5-й дивизион системы лиг), где играл до включения в высшую лигу.
В 2010-х годах в нескольких сезонах третьей по уровню лиге Грузии, а также в Кубке Грузии, играла команда «Динамо Сухуми» Тбилиси.
В чемпионате Абхазии выступает клуб «Динамо» Сухум.  В первых грузинских чемпионатах в вышей лиге играла команда «Цхуми». В 2010-х годах в третьей лиге — «Цхуми Сухуми» Тбилиси.